# Іванов Олексій Андрійович
Олексій Андрійович Іванов (псевдонім — Кюнде; нар. 16 січня 1898, Кангаласький наслег — пом. 30 жовтня 1934) — якутський поет, прозаїк, драматург і літературний критик.

## Біографія
Народився 4 [16] січня 1898 року в Кангалаському наслезі Якутської області Російської імперії (тепер Сунтарський улус, Республіка Саха, РФ). 1917 року закінчив Іркутську вчительську семінарію. Протягом 1917—1923 років працював учителем, брав активну участь у боротьбі за встановлення і зміцнення радянської влади в Якутії.
Був олним із організаторів краєзнавчого музею у місті Вілюйську. З 1924 року — відповідальний секретар якутської секції Центрального видавництва народів СРСР. У Москві займався в літературному гуртку, який очолював Дмитро Фурманов. У ті роки в співавторстві написав для дорослих буквар і «Книгу для читання». У 1926 році видав граматику якутської мови в двох частинах. Протягом 1927—1929 років — редактор газети «Кыым», в 1929—1931 роках — редактор Якутського книжкового видавництва. З 1931 року — вчений секретар Комітету нового алфавіту при Президії ЦВК Якутської АРСР. Помер 30 жовтня 1934 року.

## Творчість
Почав друкуватися у 1923 році на сторінках газети «Кыым». Видав збірку віршів «Кыыhар тунат» / «Червоне зарево» (1926), збірку «Оповідання» (1927). Був одним із зачинателів якутської художньої прози (оповідання «Сім'я Дормідонта», «Марба», «Зловісна жаба» і інше).
Автор п'єс «В тайговій глушині» (1927), «В ті роки», «В темну ніч», «Вогні комуни».
Був також лінгвістом, літературознавцем (робота «Художня форма якутської поезії», 1930, і інше).